# General für ausländisches Personal der Luftwaffe
General für ausländisches Personal der Luftwaffe (GenfauslPersdLw) war eine Dienststelle innerhalb der deutschen Luftwaffe.
Im Mai 1944 wurde die Dienststelle gebildet und erhielt zusätzlich den Inspizient für ausländisches Personal Ost, ab Dezember 1944 Inspizient für ostländischen Personals, zugeordnet. Die Unterstellung erfolgte unter den Chef der Luftwehr. Anfang März 1945 wurde die Dienststelle dem neu eingesetzten Befehlshaber der Ersatzluftwaffe unterstellt.
Offiziere in dieser Dienststellung waren von Ende Juni 1944 bis Mitte Februar 1945 der Generalleutnant Walther Grosch sowie anschließend bis 30. April 1945 der General der Flieger Julius Schulz.